# Otto von Königsmarck
Otto Graf von Königsmarck (* 2. März 1815 in Berlin; † 2. Mai 1889 in Ober-Lesnitz, Kreis Kolmar i. Posen) war ein Verwaltungsjurist im Dienst der Krone Preußen. Er war Oberpräsident der Provinz Posen und kurzzeitig preußischer Landwirtschaftsminister.

## Herkunft
Seine Eltern waren Hans Valentin von Königsmarck (* 7. Juni 1773; † 26. November 1849) und dessen Ehefrau Henriette von Struensee (1779–1832), diese war die Tochter des Finanzministers Carl August von Struensee. Sein Bruder Hans (1799–1876) war Gesandter in Konstantinopel und Mitglied des preußischen Herrenhauses, Adolf (1802–1875) war Vize-Ober-Schlosshauptmann von Rheinsberg.

## Leben
Königsmarck war Rittergutsbesitzer in Ober-Lesnitz. Von 1842 bis 1848 war er Landrat des Kreises Osthavelland. Außerdem war er Generallandschaftsdirektor für die Provinz Posen. Er war auch Mitglied des Provinziallandtages. Seit 1855 bis zu seinem Tod war er Mitglied des preußischen Herrenhauses. Er war strikt konservativ und galt als Experte für landwirtschaftliche Fragen. Während einer Regierungskrise im Jahr 1869 schlug Albrecht von Roon ihn wegen seiner konservativen Gesinnung als Nachfolger des Finanzministers August von der Heydt vor. Otto von Bismarck, der einen Fachmann bevorzugte, lehnte ab. In den Jahren zwischen 1869 und 1873 war Königsmarck Oberpräsident der preußischen Provinz Posen. In Personalunion war er Regierungspräsident. Im Jahr 1873 war er ab dem 13. Januar preußischer Landwirtschaftsminister. Die Ernennung erfolgte im Zuge des zeitweiligen Rückzugs Bismarcks vom Amt des preußischen Ministerpräsidenten. Mit dem Ende der Regierung Roons kam auch das faktische Ende des Ministeramtes von Königsmarck. Bereits im September 1873 suchte er um seine Entlassung nach. Ab Oktober nahm er an keiner Sitzung des Staatsministeriums mehr teil.  Im Dezember 1873 wurde er formell verabschiedet. 
Nach ihm wurde die Königsmarckstraße in Berlin-Grunewald benannt.

## Familie
Er heiratete am 25. Oktober 1839 Helene Louise Auguste, geb. von Klitzing (* 13. November 1815 auf Demerthin; † 31. Oktober 1899 auf Ober-Lesnitz). Das Paar hatte mehrere Kinder:
- Otto Wilhelm (* 21. Juli 1840; † 21. August 1879), Politiker ⚭ Gräfin Caroline von Pückler-Groditz (* 28. Juni 1852)[2]
- Ludwig Wilhelm Ferdinand (* 1. Dezember 1841; † 20. August 1923), Landrat
- Konrad Friedrich Wolfgang (* 27. September 1846; † 1873)
- Adolf Wichard (* 7. Februar 1852; † 8. Oktober 1922) ⚭ 1884 Anna Luice von Klitzing (* 17. Dezember 1862), Tochter des Rittergutsbesitzers und Politikers Leberecht von Klitzing (1827–1895)[3]
- Helene (* 23. Januar 1856; † 7. Mai 1920) ⚭ Walther von Etzel (* 22. Januar 1847; † 29. August 1893), Kommandeur des Infanterie-Regiments Nr. 71[4]
- Henriette Agnes Helene (1848–1873) ⚭ Friedrich von Scheliha (* 12. März 1829; † 15. Januar 1895), Generalleutnant